# Bangana dero
Bangana dero е вид лъчеперка от семейство Шаранови (Cyprinidae). Видът не е застрашен от изчезване.

## Разпространение
Разпространен е в Бангладеш, Индия (Аруначал Прадеш, Асам, Манипур, Пенджаб, Утар Прадеш и Утаракханд), Китай и Непал.

## Описание
На дължина достигат до 75 cm.